# The Decemberists
The Decemberists is een indie-popband uit Portland (Verenigde Staten), waarvan de muziek varieert van snelle popmuziek tot gevoelige, rustige, instrumentale arrangementen.

## Muzikale kenmerken[bron?]
Op zowel tekstueel als muzikaal gebied zetten The Decemberists zich af tegen de bestaande muziekkeuze. In zijn teksten vermijdt de band de introspectie waaraan de meeste andere rocknummers juist zo rijk zijn. In plaats daarvan vertelt de band verhalen. Een voorbeeld hiervan is de tekst:
My mother was a Chinese trapeze artist
In pre-war Paris
Smuggling bombs for the underground
(uit: My mother was a Chinese Trapeze Artist)
Ook kenmerkend zijn de instrumentale tussenspelen in The Decemberists' muziek. Vaak wordt hierin een accordeon gebruikt, die typerend kan zijn voor de nummers van de band. The Decemberists wordt vergeleken met R.E.M., Neutral Milk Hotel en Belle and Sebastian, terwijl Jim DeRogatis van de Chicago Sun-Times het album The Crane Wife "het beste Jethro Tull album sinds Heavy Horses" noemde. Zanger Colin Meloy wordt vaak vergeleken met een "Amerikaanse Robbie Williams" qua stemgeluid.

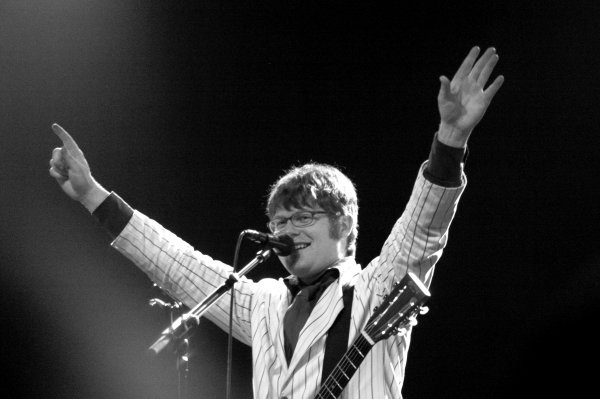
Zanger-gitarist Colin Meloy in Brussel (2006)

## Geschiedenis
In 2005 was de band de allereerste die zelf tegen betaling een muziekvideo uitbracht op BitTorrent. De naam van deze video was 16 Military Wives, naar de naam van het gelijknamige nummer op de cd Picaresque.
Het vierde album van The Decemberists heet The Crane Wife en kwam in Amerika op 3 oktober 2006 uit op Capitol Records. De Nederlandse release volgde op 29 januari 2007. Op dit album zijn naast de vertrouwde indie-folkrocksound nu ook progrock-invloeden waarneembaar, in het bijzonder in het bijna dertien minuten durende drieluik The Island. Ter promotie van dit album tourde de band in 2007, waarbij ook Europa werd aangedaan. Op 10 februari stond de band in de Botanique in Brussel en op 21 februari en 22 september trad The Decemberists op in het Amsterdamse Paradiso.
In januari 2011 verscheen het zesde album, The King is Dead. De titel is een verwijzing naar het album The Queen is Dead van The Smiths, een door zanger Meloy geliefde band. The King is Dead wordt gekenmerkt door ouderwetse Amerikaanse folkrock. Het Americana-geluid wordt versterkt door de medewerking van singer-songwriter Gillian Welch en REM-gitarist Peter Buck. Met name in Calamity Song is het geluid van REM uit de jaren tachtig duidelijk terug te horen. Het geluid doet ook denken aan dat van de Amerikaanse countryrockband The Jayhawks.

## Discografie

### Albums
| Album met eventuele hitnotering(en) in de Nederlandse Album Top 100 | Datum van verschijnen | Datum van binnenkomst | Hoogste positie | Aantal weken | Opmerkingen |
| ------------------------------------------------------------------- | --------------------- | --------------------- | --------------- | ------------ | ----------- |
| Castaways and Cutouts                                               | 21-05-2002            | -                     |                 |              |             |
| Her Majesty the Decemberists                                        | 09-09-2003            | -                     |                 |              |             |
| Picaresque                                                          | 22-03-2005            | -                     |                 |              |             |
| The Crane Wife                                                      | 26-01-2007            | -                     |                 |              |             |
| The Hazards of Love                                                 | 20-03-2009            | -                     |                 |              |             |
| The King is Dead                                                    | 14-01-2011            | 22-01-2011            | 37              | 6            |             |
| What a Terrible World, What a Beautiful World                       | 20-01-2015            | 24-01-2015            | 27              | 4            |             |

| Album met hitnotering(en) in de Vlaamse Ultratop 200 albums | Datum van verschijnen | Datum van binnenkomst | Hoogste positie | Aantal weken | Opmerkingen |
| ----------------------------------------------------------- | --------------------- | --------------------- | --------------- | ------------ | ----------- |
| The Crane Wife                                              | 2007                  | 17-02-2007            | 100             | 1            |             |
| The King is Dead                                            | 2011                  | 29-01-2011            | 86              | 2            |             |
| What a Terrible World, What a Beautiful World               | 20-01-2015            | 24-01-2015            | 58              | 8            |             |

### Singles
| Single met eventuele hitnotering(en) in de Nederlandse Top 40 | Datum van verschijnen | Datum van binnenkomst | Hoogste positie | Aantal weken | Opmerkingen |
| ------------------------------------------------------------- | --------------------- | --------------------- | --------------- | ------------ | ----------- |
| Billy Liar                                                    | 2003                  | -                     |                 |              |             |